# Roland AX-Synth

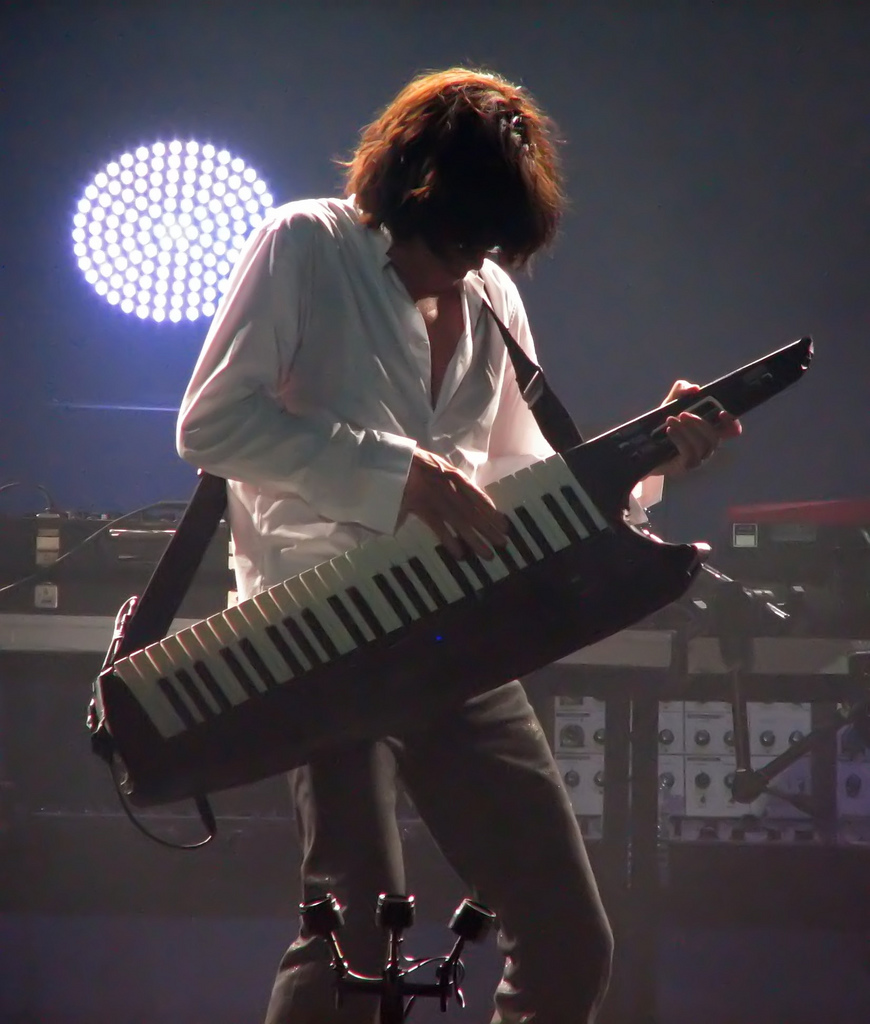
Jean-Michel Jarre jouant sur un AX-Synth (2009).

L'AX-Synth est un modèle de synthétiseur du constructeur japonais Roland Corporation. Il s'agit d'un keytar, pouvant s'utiliser sur scène comme une guitare. Il a été commercialisé à partir d'août 2009 par la firme japonaise, en tant que successeur de l'AX-7.

## Caractéristiques
- Clavier 49 touches
- 128 voies de polyphonie
- Poids 3,9 kg

## Musiciens utilisant l'AX-Synth
- Joachim Garraud
- Henrik Klingenberg
- Herbie Hancock
- Stevie Wonder
- Jean-Michel Jarre
- Lady Gaga
- Gary Barlow (du groupe Take That)
- Will I Am
- Christopher Bowes (du groupe Alestorm)